# チュクチ・カムチャツカ語族

消滅言語も含むチュクチ・カムチャツカ語族の言語の分布

チュクチ・カムチャツカ語族（チュクチ・カムチャツカごぞく）は、シベリア北東端部のチュクチ半島からカムチャツカ半島にかけて話されている、いわゆる古シベリア諸語（古アジア諸語）に含まれる言語からなる語族。ルオラヴェトラン諸語とも。イテリメン語（カムチャッカ語派）の帰属には議論が存在し、チュクチ語派とは大きく異なり、別の語族と考える説もある。金子（2011）は系統関係を否定し、小野（2021）では系統的帰属問題は未解決であるとされている。また、チュクチ語派のケレク語やカムチャッカ語派のイテリメン語を研究したVolodinは、イテリメン語をチュクチ語派とは親族関係にないとした（Volodin (eds.) 2021）。

## 概要
北部のチュクチ語派と南部のカムチャツカ語派に分けられ、いずれも現在、民族としては存続していても話者は少なく消滅の危機（または既に死語）にある。
共通の性質としては、イテリメン語を除くと抱合語（複統合語）で能格言語であり、破裂音・破擦音には無声音しかない点などがある。

## 下位分類
- チュクチ語派（チュコト語派） - 北部
  - チュクチ語（チュコト自治管区）
  - コリャーク語（カムチャツカ半島北部のカムチャツカ地方コリヤーク管区）
  - アリュートル語（カムチャツカ半島北部）1960年代までは、コリャーク語の一方言とされた。
  - ケレク語†死語（チュコト半島南岸）最後の話者は2005年に死去し、民族としてはチュクチ族に吸収されている。
- カムチャツカ語派 - 南部
  - （西）イテリメン語（別名カムチャダール語。現在残るのはカムチャツカ半島西部の西部方言のみ。）
  - 東イテリメン語†死語（1930年代に消滅[3]）
  - 南イテリメン語†死語（1900年代に消滅[4]）

## 他の語族との関係（仮説）
- ユーラシア大語族仮説：アルタイ諸語、ウラル・ユカギール語族、インド・ヨーロッパ語族などと関係
- ウラル・シベリア語族仮説：ウラル語族、ユカギール語族、エスキモー・アレウト語族と関係
- チュクチ・カムチャツカ・アムール語族仮説：ニヴフ語と関係

## 各言語の特徴

### 母音調和
チュクチ・カムチャッカ語族は母音調和を持つ。チュクチ・カムチャッカ語族中最北のチュクチ語西部方言は、強母音と弱母音の一語中での共起を許さない非常に厳密な非相称的母音調和規則を持つ。コリャーク語は方言によって異なる。西からパラナ方言（Palan）などのe方言では比較的厳密であり、チャヴチュヴェン方言（e~a方言）では母音調和の逸脱が認められる。さらに東のアリュートル語では母音調和の痕跡のみが残る。アリュートル語より東の消滅したケレク語では完全に母音調和を消失している。イテリメン語では、西部語南部方言では強母音と弱母音の交替が起きる規則的な母音調和を持つが、西部語北部方言では厳密ではなく個人内や話者による揺れがある。